# Лусиу Коща
Лусиу Марсал Фирейра Рибейру Лима Коща (на португалски: Lucio Marçal Ferreira Ribeiro Lima Costa) е бразилски архитект и урбанист.

## Биография
Роден е на 27 февруари 1902 година в Тулон, Франция, като през следващите години живее също в Нюкасъл и Монтрьо. През 1924 година завършва архитектура в Националната художествена школа, днес част от Федералния университет на Рио де Жанейро. В работата си се опитва да съчетава местните традиции с архитектурния модернизъм, като още през 30-те години проектира няколко големи сгради, съвместно с Корбюзие и Оскар Нимайер. Най-значителния проект, в който участва заедно с Нимайер, е изграждането на новата столица град Бразилия в края на 50-те години.
Лусиу Коща умира на 13 юни 1998 година в Рио де Жанейро на 96-годишна възраст.